# Хаскі

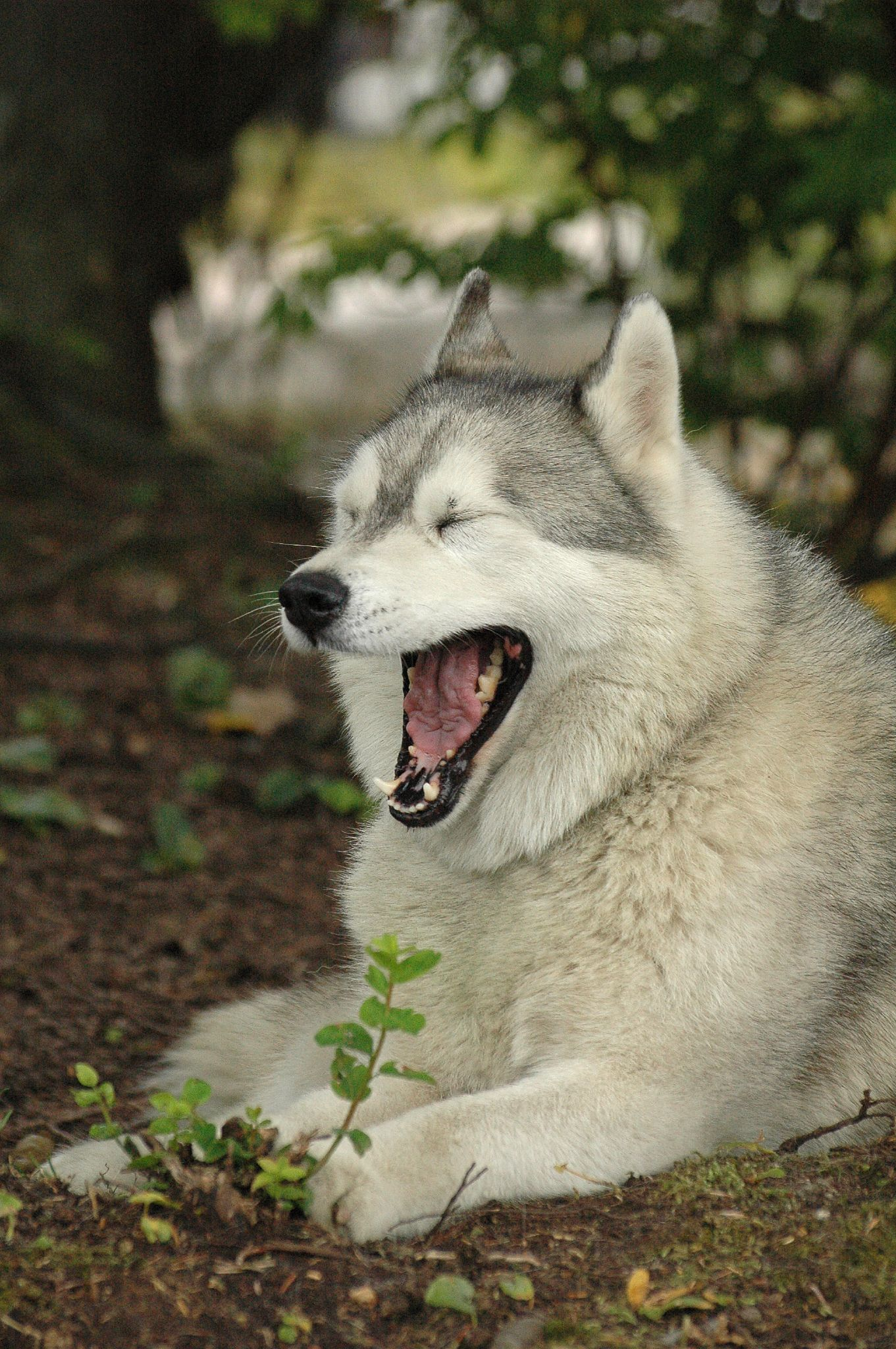

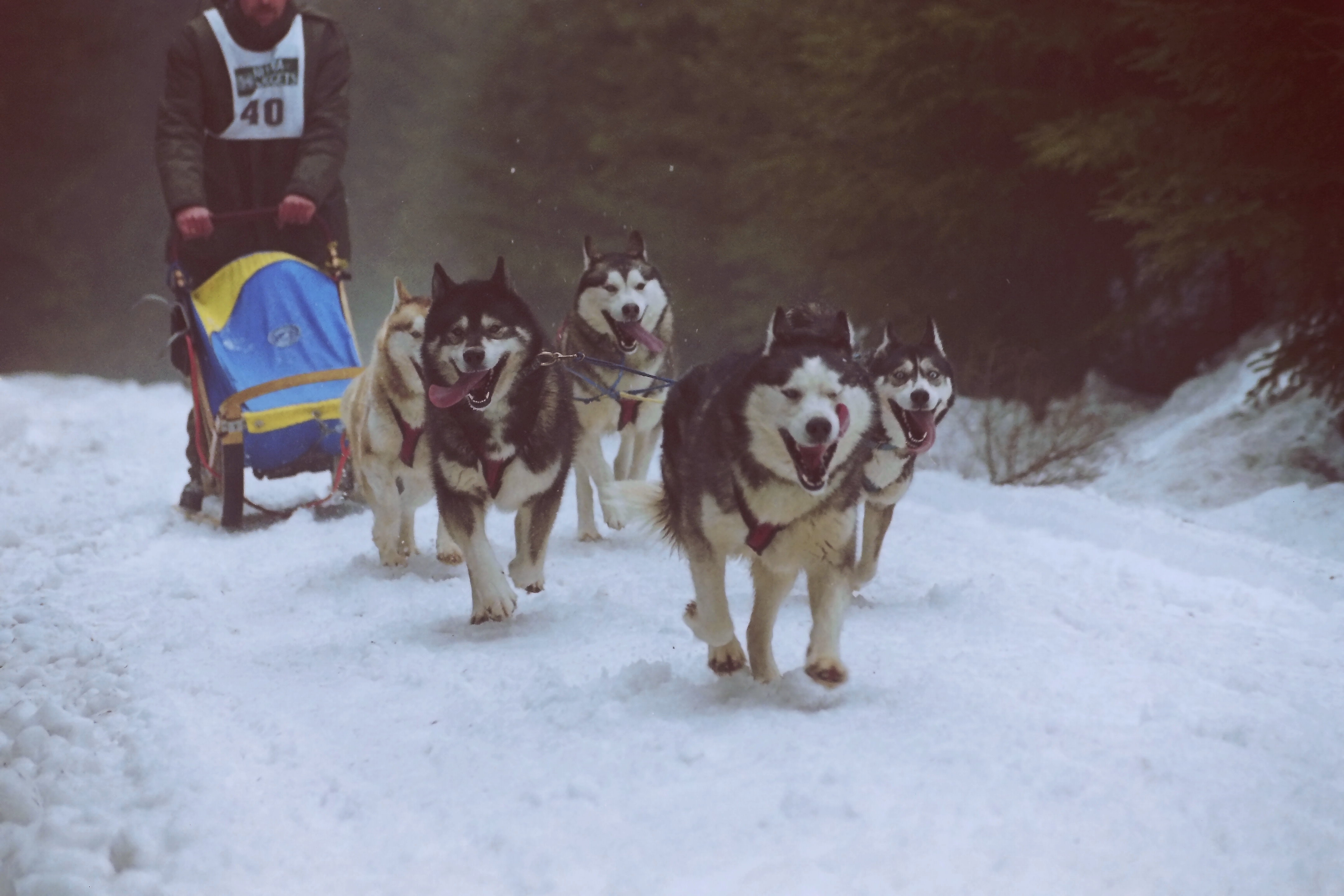
Упряж їздових хаскі

Ха́скі (англ. Husky) — загальна назва декількох порід їздових собак, виведених у північних регіонах, які відрізняються швидкою манерою тягти упряж. Вони є постійно змінюваним гібридом найшвидших собак. Аляскинський маламут, навпаки, є найбільшим і найпотужнішим їздовим собакою та використовувався для важчих навантажень. Хоча доставляння вантажів і людей за допомогою собачих упряжок багато в чому пішла в історію, останніми роками багато компаній пропонують туристам проїхатися на собачих упряжах у засніжених регіонах. Хаскі сьогодні утримують як хатніх тварин; існують групи людей, які займаються пошуком притулку їздовим собакам, які пішли на спочинок через старість.

## Етимологія
Словом husky спочатку назвали ескімосів (або інуїтів), «…відомих як хаскі, скорочення від хаскімос — так вимовляли слово „ескімос“ англійські моряки торговельних кораблів» («…known as Huskies, a contraction of Huskimos, the pronunciation given to the word „Eskimos“ by the English sailors of trading vessels.»). Використання слова хаскі стосовно собак уперше відмічено 1852 року для собак, яких утримували інуїти.

## Походження
Майже вся генетична близькість собак із сірим вовком пов'язана з домішкою. Проте, деякі арктичні породи також проявляють генетичну близькість із нині вимерлим таймирським вовком із Північної Азії через домішку: сибірський хаскі та ґренландський собака (який також історично пов'язаний із арктичними популяціями людини), та в меншій степені шар-пей і фінський шпіц. Предками хаскі були сибірські їздові лайки, яких, за однією з версій, було виведено на Чукотці та завезено до Північної Америки. Тут вони злилися з місцевою популяцією їздових собак й утворили нову породу. Графік змішування ґренландського собаки показує оптимальний варіант у 3,5 % спільного матеріалу; проте, пропорції предків коливалися в межах від 1,4 % до 27,3 %, що узгоджується з даними та вказує на покруча таймирського вовка та предками цих чотирьох високоширотних порід.
Така інтрогресія могла забезпечити першим собакам, які мешкали у високих широтах, фенотипові варіації, корисні для адаптації до нового та складного оточення, вносячи вагомий внесок у розвиток хаскі. Це також указує на походження предків нинішніх порід із понад одного регіону.

## Характеристики
Хаскі — енергійні та спортивні. Вони зазвичай мають товсту подвійну шерсть, яка може бути сірою, чорною, мідно-червоною чи білою. Така шерсть захищає в морозну погоду від переохолодження. Їхні очі зазвичай світло-блакитні, хоча вони також можуть бути коричневими, зеленими, синіми, жовтими чи гетерохромними. Хаскі схильніші до увеїту за більшість інших порід.

## Породи

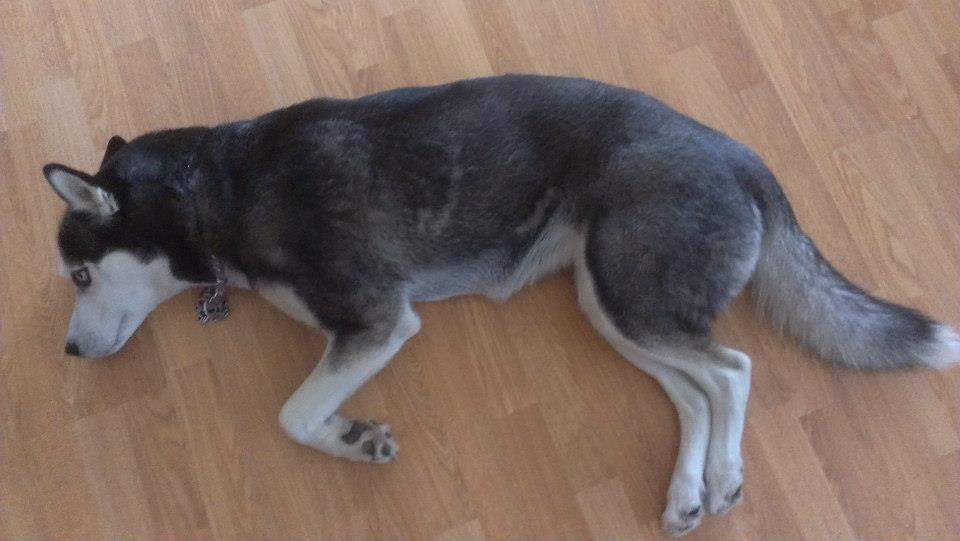
Хаскі відпочиває

Хаскі було виведено корінними народами Арктики.
Приклади цих порід у сучасну епоху були вибірково розведені та зареєстровані в різних кінологічних клубах як сучасні чистокровні породи, в тому числі сибірських хаскі та лабрадор-хаскі. Сахалінський хаскі — японський їздовий собака, пов'язаний із японським шпіцем й Акіта-іну.
Аляскинський хаскі — це різновид їздових собак, які з'явилися на Алясці (а не в Сибіру й інших районах Арктики), а Маккензі-рівер-хаскі — це підтип, який відноситься до різних собачих популяцій в Арктиці та субарктичних регіонах Аляски та Канади.
До інших порід хаскі відносяться ґренландський собака, самоїд і шіба-іну.

## Альтернативна діяльність
Так як багато власників тепер мають собак-хаскі як хатніх тварин в умовах, не ідеальних для катання на санчатах, було знайдено інші види діяльності, які гарні для собаки та приносять задоволення власникові.
- Скіджоринг — це альтернатива упряжу, але в основному використовується у схожих умовах, на санчатах, за винятком того, що власникові (лижникові перетинною місцевістю) не потрібна повна зграя для участі[прояснити].
- Піший туризм із собакою — альтернатива для власників, які мешкають ближче до лісних стежок. Хазяїн мандрує зі своїми собаками вздовж стежки дикою місцевістю. Ця діяльність дозволяє власникові та собаці вправлятися без використання сильного почуття витягування. Деякі компанії роблять похідне спорядження спеціально для собак, у яких вони можуть носити своє спорядження, включно з водою, їжею та мисками для кожного.
- Картинг — це міська альтернатива їзді на собачих упряжках. Тут собака може тягти воза, що містить товари, чи людину. Ці візки можна придбати чи зробити самому.
- Байкджорінг — різновид їздового спорту, в якому собачий упряж запрягається у велосипед. Собака чи група собак може бути прикріплений буксирним тросом, аби також тягти велосипедиста.
- Канікрос — дисципліна їздового спорту, в якій собака тягне за собою спортсмена, що біжить. Шнур, який з'єднує собаку зі спортсменом, прикріплюється до поясного паска спортсмена. Для новачків є найпростішою дисципліною, так як для початку занять вимагається мінімум спорядження.

Для зручності тренувань, підвищення їх ефективності та зниження ймовірності травмування обох учасників забігу застосовується наступне спорядження:
- спеціальний пояс для канікросу, що кріпиться на стегнах і захищає спину від навантажень;
- їздова шлейка, що з одного боку не сковуватиме рухи собаки, а з іншого достатньо міцна, щоби собака могла тягти спортсмена трасою;
- потяг — спеціальний шнур 2,5 метри завдовжки з амортизатором на кінці, який за допомогою карабінів з'єднує пояс бігуна та шлейку собаки.

Як і в будь-якому спорті, тренувальний процес у канікросі будується на систематичних заняттях із поступовим збільшенням навантажень і на вмілому чергуванні бігових і дисциплінарних тренувань.

## Хаскі в популярній культурі
Фраза англ. three dog night, тобто коли настільки холодно, що необхідно три собаки в постілі для зігрівання, виникла в чукчів із Сибіру, які тримали великого білого собаку, що стала сучасною породою сибірський хаскі.
Хаскі є талісманами декількох вищих навчальних закладів США, включно з Баптистським університетом Х'юстона, Вашингтонським університетом, в Університеті Коннектикуту, Блумсберзьким університетом Пенсильванії, Північно-Східним університетом, Мічиганським технологічним університетом, Університетом Північного Іллінойсу, Сент-Клаудським державним університетом, Університетом Південного Мену й Університетом округу Вісконсин-Марафон. Вони також є талісманами Університету святої Марії (Галіфакс), Коледжу Джорджа Брауна (Торонто) й Університету Саскачевана в Канаді.
Під час Другої світової війни вторгнення союзників на Сицилію 1943 року було названо «Операцією „Хаскі“».
Хаскі знялися в декількох кінокартинах, зокрема в контексті санчат, у тому числі в «Балто», «Залізній волі», «Снігових псах» і «Білому полоні».
Вважається, що сага «Сутінки», в якій фігурують перевертні, та телесеріал «Гра престолів», у якому в основному брали участь «Жахливі вовки» протягом першого сезону, викликали сплеск популярності порід хаскі; проте, благочинні організації, що допомагали тваринам, також спостерігали масове зростання кількості власників, які відмовилися від цих собак через особливості утримання.
У телесеріалі Суворо на південь напівхаскі-напіввовк на ім'я «Дифенбейкер» був улюбленцем головного героя.